# جان ميشال ميبوكا
جان ميشال ميبوكا (بالفرنسية: Jean-Michel Mipoka)‏ مواليد 28 سبتمبر 1985 في تولوز، هو لاعب كرة سلة فرنسي. بدأ مسيرته الاحترافية في سنة 2003. يلعب في الدوري الفرنسي لكرة السلة الدرجة الثانية. يحمل الرقم 31.

## المسيرة الاحترافية
لعب مع شوليه باسكت في الدوري الفرنسي من سنة 2003 إلى 2006، ثم لعب مع ليموج سي إس بي من سنة 2011 إلى 2013، ثم لعب مع نانسي باسكت في الدوري الفرنسي في موسم 2013–2014، ثم لعب مع إس بي أو روان باسكت من سنة 2014 إلى 2016.

## روابط خارجية
- جان ميشال ميبوكا على موقع الاتحاد الدولي لكرة السلة (الإنجليزية)
- جان ميشال ميبوكا على موقع الدوري الأوروبي لكرة السلة (الإنجليزية)
- جان ميشال ميبوكا على موقع كرة السلة الأوروبية.كوم (الإنجليزية)
- جان ميشال ميبوكا على موقع ريلجم (الإنجليزية)
- جان ميشال ميبوكا على موقع بروبوليرز (الإنجليزية)
- جان ميشال ميبوكا على موقع سبورتس رفرنس (الإنجليزية)